# Arnold Bakker
Arnold Bakker (* 19. Juli 1964 in Genemuiden, Niederlanden) ist ein niederländischer Psychologe und Hochschullehrer an der Erasmus-Universität Rotterdam. Sein Forschungsschwerpunkt liegt auf dem Gebiet der Arbeits- und Organisationspsychologie.

## Werdegang und Forschung
Arnoldus Bastiaan Bakker schloss sein Studium der Psychologie an der Universität Groningen 1990 ab. Zwischen 2000 und 2005 war er Associate
Professor und dann bis 2006 Professor Organizational Behavior an der Universität Utrecht. Seit 2006 ist Arnold Bakker Professor und Leiter der Forschungsgruppe Arbeits- und Organisationspsychologie des Instituts für Psychologie an der Erasmus-Universität Rotterdam in den Niederlanden. Bakker war von 2009 bis 2013 Präsident der European Association of Work and Organizational Psychology.
Sein Forschungsschwerpunkt liegt in den Themenfeldern Arbeitsengagement, Glück bei der Arbeit, Arbeitsleistung. Er hat verschiedene Internetanwendungen entwickelt, wie z. B. den Job Demands-Resources Monitor, den Happiness Indikator und eine Engagement App. Gemeinsam mit Kollegen stellte er in einem Fachartikel im Jahr 2001 das Job-Demands-Resources-Modell erstmals vor.